# لیانا بلوم
لیانا بلوم (به انگلیسی: Leyna Bloom) (زاده ۲۵ آوریل ۱۹۹۰) مدل، رقصنده، بازیگر آمریکایی است.
او یک زن ترنس است.